# Wyrostek końcowy
Wyrostek końcowy (łac. processus terminalis) – wyrostek ostatniego członu czułków mszyc.
Wyrostek końcowy to, zwykle zwężona i silnie wydłużona, część ostatniego antennomeru, oddzielona od nadsady (basis) dystalną krawędzią rynarium głównego. Jego kształt, wymiary i proporcje odgrywają istatną rolę diagnostyczną.
W wierzchołkowej części wyrostka znajdują się szczecinki zmysłowe. Wyróżnia się wśród nich szczecinki apikalne, obecne w liczbie od 2 do 5 oraz szczecinki subapikalne, których liczba jest charakterystyczna dla gatunku. U niektórych taksonów szczecinki te są jedyną pewną cechą diagnostyczną gatunków.